# Дарбуа, Жорж
Жорж Дарбуа́ (фр. Georges Darboy; 16 января 1813, Фель-Бийо, Первая империя — 24 мая 1871, Париж, Франция) — французский католический епископ, теолог. Епископ Нанси с 29 августа 1859 по 10 января 1863. Архиепископ Парижа с 10 января 1863 по 24 мая 1871. Расстрелян парижскими коммунарами в числе высокопоставленных заложников.

## Биография
Жорж Дарбуа родился в Фель-Бийо (Fayl-Billot), департамент Верхняя Марна. С отличием окончил семинарию в Лангре. В 1836 году рукоположён во священники. Некоторое время работал в Париже капелланом лицея Генриха IV, постепенно продвигался по церковной лестнице, стал каноником Собора Парижской Богоматери, генеральным викарием Сен-Дени и апостольским протонотарием. В 1859 году назначен епископом Нанси. В январе 1863 года стал архиепископом Парижа. С 1863 года сенатор второй империи и член совета народного образования.
Дарбуа, придерживаясь галликанских взглядов, был последовательным сторонником идеи независимости и полной власти епископа в своей епархии. Пытался ограничивать в архиепархии деятельность монашеских орденов, подчинявшихся напрямую папе, в первую очередь иезуитов. Эти взгляды привели к тому, что папа Пий IX не назначил его кардиналом и в частных письмах упрекал в либерализме. На Первом Ватиканском соборе решительно противостоял партии ультрамонтан и выступал против принятия догмата о папской безошибочности. После финального одобрения догмата, однако, заявил, что подчиняется решению Церкви.
В 1868 году Дарбуа вступил в конфликт с известным книгоиздателем Жаком Полем Минем, запретил ему дальнейшую издательскую деятельность, находя её несовместной с духовным саном. Минь даже был временно отстранён от исполнения им священнических функций.
После начала Франко-прусской войны Дарбуа развил активную деятельность в Париже по помощи раненым и нуждающимся, которая принесла ему большую популярность в народе. Отказался покинуть город, который был осаждён прусской армией и подвергался постоянным обстрелам. После поражения в войне в Париже вспыхнуло восстание, власть в марте 1871 года перешла к Парижской коммуне, руководители которой были настроены резко антиклерикально. 4 апреля архиепископ был арестован коммунарами в качестве заложника. 24 мая, когда армия версальского правительства уже вступала на улицы Парижа, Дарбуа был расстрелян в тюрьме коммунарами вместе с 63 другими заложниками. После поражения коммунаров тело архиепископа было обнаружено и торжественно захоронено в соборе Парижской Богоматери 7 июня.

## Сочинения
Дарбуа автор и переводчик ряда книг, среди наиболее важных — биографический труд «Жизнь Святого Томаса Бекета», работа «Женщины в Библии» и его переводы Псевдо-Ареопагита и «Подражания Христу» Фомы Кемпийского.